# Playoffs ACB 2023-24
Los Playoffs ACB 2023-24 fueron la fase final de la temporada 2023-24 de la ACB. Se disputaron desde el 15 de mayo hasta el 12 de junio de 2024.

## Formato
Los cuartos de final son series al mejor de tres; el equipo que gana dos partidos avanza a la siguiente ronda. Esta ronda tiene un formato 1–1–1. Desde las semifinales en adelante, las rondas son series al mejor de cinco; el equipo que gana tres partidos avanza a la siguiente ronda. Estas rondas, incluidas las finales, tienen un formato 2–2–1. La ventaja de la cancha local en cualquier ronda pertenece al equipo mejor clasificado.

## Clasificación para los Playoffs
El 24 de marzo de 2024, el Real Madrid se convirtió en el primer equipo clasificado para los playoffs.
| Rank. | Equipo                 | Balance | Conseguido       | Conseguido      | Conseguido        |
| Rank. | Equipo                 | Balance | Acceso a Playoff | Cabeza de serie | Mejor clasificado |
| ----- | ---------------------- | ------- | ---------------- | --------------- | ----------------- |
| 1     | Unicaja                | 28–6    | 7 de abril       | 20 de abril     | 12 de mayo        |
| 2     | Real Madrid            | 28–6    | 24 de marzo      | 14 de abril     | –                 |
| 3     | Barça                  | 23–11   | 20 de abril      | 5 de mayo       | –                 |
| 4     | Valencia Basket        | 21–13   | 4 de mayo        | 12 de mayo      | –                 |
| 5     | UCAM Murcia            | 21–13   | 5 de mayo        | –               | –                 |
| 6     | Lenovo Tenerife        | 21–13   | 5 de mayo        | –               | –                 |
| 7     | Dreamland Gran Canaria | 20–14   | 27 de abril      | –               | –                 |
| 8     | Baxi Manresa           | 19–15   | 12 de mayo       | –               | –                 |

## Cuadro resumen
|  | Cuartos de final | Cuartos de final       | Cuartos de final | Cuartos de final | Cuartos de final |     |             | Semifinales | Semifinales | Semifinales | Semifinales | Semifinales | Semifinales | Semifinales |  |   | Final       | Final | Final | Final | Final |  |
|  |                  |                        |                  |                  |                  |     |             |             |             |             |             |             |             |             |  |   |             |       |       |       |       |  |
|  |                  |                        |                  |                  |                  |     |             |             |             |             |             |             |             |             |  |   |             |       |       |       |       |  |
|  | 1                | Unicaja                | 87               | 86               |                  |     |             |             |             |             |             |             |             |             |  |   |             |       |       |       |       |  |
|  | 1                | Unicaja                | 87               | 86               |                  |     |             |             |             |             |             |             |             |             |  |   |             |       |       |       |       |  |
|  | 8                | Baxi Manresa           | 79               | 63               |                  |     |             |             |             |             |             |             |             |             |  |   |             |       |       |       |       |  |
|  | 8                | Baxi Manresa           | 79               | 63               |                  | 1   | Unicaja     | 79          | 83          | 74          | 88          | 70          |             |             |  |   |             |       |       |       |       |  |
|  |                  |                        |                  |                  |                  | 1   | Unicaja     | 79          | 83          | 74          | 88          | 70          |             |             |  |   |             |       |       |       |       |  |
|  |                  |                        | 5                | UCAM Murcia      | 88               | 101 | 66          | 79          | 79          |             |             |             |             |             |  |   |             |       |       |       |       |  |
|  | 4                | Valencia Basket        | 5                | UCAM Murcia      | 88               | 101 | 66          | 79          | 79          | 86          | 83          | 77          |             |             |  |   |             |       |       |       |       |  |
|  | 4                | Valencia Basket        |                  |                  |                  |     |             |             |             |             |             | 77          |             |             |  |   |             |       |       |       |       |  |
|  | 5                | UCAM Murcia            | 96               | 72               | 84               |     |             |             |             |             |             |             |             |             |  |   |             |       |       |       |       |  |
|  | 5                | UCAM Murcia            | 96               | 72               | 84               |     |             |             |             |             |             |             |             |             |  | 5 | UCAM Murcia | 76    | 63    | 73    |       |  |
|  |                  |                        |                  |                  |                  |     |             |             |             |             |             |             |             |             |  | 5 | UCAM Murcia | 76    | 63    | 73    |       |  |
|  |                  |                        | 2                | Real Madrid      | 84               | 79  | 84          |             |             |             |             |             |             |             |  |   |             |       |       |       |       |  |
|  | 2                | Real Madrid            | 2                | Real Madrid      | 84               | 79  | 84          | 105         | 73          |             |             |             |             |             |  |   |             |       |       |       |       |  |
|  | 2                | Real Madrid            |                  |                  |                  |     |             |             |             |             |             |             |             |             |  |   |             |       |       |       |       |  |
|  | 7                | Dreamland Gran Canaria | 70               | 71               |                  |     |             |             |             |             |             |             |             |             |  |   |             |       |       |       |       |  |
|  | 7                | Dreamland Gran Canaria | 70               | 71               |                  | 2   | Real Madrid | 97          | 104         | 95          |             |             |             |             |  |   |             |       |       |       |       |  |
|  |                  |                        |                  |                  |                  | 2   | Real Madrid | 97          | 104         | 95          |             |             |             |             |  |   |             |       |       |       |       |  |
|  |                  |                        | 3                | Barça            | 78               | 98  | 92          |             |             |             |             |             |             |             |  |   |             |       |       |       |       |  |
|  | 3                | Barça                  | 3                | Barça            | 78               | 98  | 92          | 96          | 97          |             |             |             |             |             |  |   |             |       |       |       |       |  |
|  | 3                | Barça                  |                  |                  |                  |     |             |             |             |             |             |             |             |             |  |   |             |       |       |       |       |  |
|  | 6                | Lenovo Tenerife        | 86               | 92               |                  |     |             |             |             |             |             |             |             |             |  |   |             |       |       |       |       |  |
|  | 6                | Lenovo Tenerife        | 86               | 92               |                  |     |             |             |             |             |             |             |             |             |  |   |             |       |       |       |       |  |
|  |                  |                        |                  |                  |                  |     |             |             |             |             |             |             |             |             |  |   |             |       |       |       |       |  |

## Cuartos de final

### UnicajavBaxi Manresa
| 16 de mayo de 2024            | Unicaja                                                                              | 87–79                                 | Baxi Manresa                                                                      | |  |  |
| 20:30                         | Parciales: 18–24, 16–16, 18–16, 35–23                                                | Parciales: 18–24, 16–16, 18–16, 35–23 | Parciales: 18–24, 16–16, 18–16, 35–23                                             | |  |  |
|                               | Estadísticas Tyler Kalinoski 11 David Kravish 6 Tyler Kalinoski 7 Ejim, Kalinoski 17 | Reporte Pts Reb Asts Val              | Estadísticas Devin Robinson 15 Devin Robinson 9 tres jugadores 4 Pierre Oriola 23 | Pabellón: Martín Carpena, Málaga Asistencia: 10,443 espectadores Árbitros: Juan Carlos García González, Martín Caballero, Francisco Araña |  |  |
| Unicaja lidera las series 1–0 |                                                                                      |                                       |                                                                                   | |  |  |
|                               |                                                                                      |                                       |                                                                                   | |  |  |

| 21 de mayo de 2024        | Baxi Manresa                                                                                     | 63–86                                | Unicaja                                                                     | |  |  |
| 20:30                     | Parciales: 28–20, 8–20, 11–25, 16–21                                                             | Parciales: 28–20, 8–20, 11–25, 16–21 | Parciales: 28–20, 8–20, 11–25, 16–21                                        | |  |  |
|                           | Estadísticas Travante Williams 12 Oriola, Robinson 5 Dani Pérez, Williams 4 Travante Williams 13 | Reporte Pts Reb Asts Val             | Estadísticas David Kravish 12 Yankuba Sima 6 Tyson Carter 9 Tyson Carter 20 | Pabellón: Nou Congost, Manresa Asistencia: 4,903 espectadores Árbitros: Emilio Pérez Pizarro, Rafael Serrano, Iyán González |  |  |
| Unicaja gana la serie 0–2 |                                                                                                  |                                      |                                                                             | |  |  |
|                           |                                                                                                  |                                      |                                                                             | |  |  |

| 2 de diciembre de 2023 | Unicaja | 91–77   | Baxi Manresa |                                  |  |
|                        |         |         |              |                                  |  |
|                        |         | Reporte |              | Pabellón: Martín Carpena, Málaga |  |

| 7 de abril de 2024 | Baxi Manresa | 77–88   | Unicaja |                                |  |
|                    |              |         |         |                                |  |
|                    |              | Reporte |         | Pabellón: Nou Congost, Manresa |  |

| 1988 | TDK Manresa | 2–3 | Caja de Ronda |                                    |
|      |             |     |               |                                    |
|      |             |     |               | Pabellón: 1988 relegation playoffs |

| 1994 | Unicaja Polti | 0–2 | TDK Manresa |                             |
|      |               |     |             |                             |
|      |               |     |             | Pabellón: 1994 Eighthfinals |

| 1995 | Unicaja | 3–0 | TDK Manresa |                           |
|      |         |     |             |                           |
|      |         |     |             | Pabellón: 1995 Semifinals |

| 1996 | Unicaja | 1–2 | TDK Manresa |                              |
|      |         |     |             |                              |
|      |         |     |             | Pabellón: 1996 Quarterfinals |

Éste es el quinto enfrentamiento de ambos equipos en playoffs, con dos victorias para cada equipo en los anteriores.

### Real MadridvDreamland Gran Canaria
| 15 de mayo de 2024                | Real Madrid                                                                      | 105–70                                | Dreamland Gran Canaria                                                         | |  |  |
| 20:30                             | Parciales: 27–25, 19–13, 31–15, 28–17                                            | Parciales: 27–25, 19–13, 31–15, 28–17 | Parciales: 27–25, 19–13, 31–15, 28–17                                          | |  |  |
|                                   | Estadísticas Džanan Musa 26 Poirier, Campazzo 5 Facundo Campazzo7 Džanan Musa 28 | Reporte Pts Reb Asts Val              | Estadísticas John Shurna 12 cuatro jugadores 4 Ferrán Bassas 5 Miquel Salvó 19 | Pabellón: WiZink Center, Madrid Asistencia: 7,516 espectadores Árbitros: Fernando Calatrava, Carlos Cortés, Alberto Sánchez Sixto |  |  |
| Real Madrid lidera las series 1–0 |                                                                                  |                                       |                                                                                | |  |  |
|                                   |                                                                                  |                                       |                                                                                | |  |  |

| 17 de mayo de 2024              | Dreamland Gran Canaria                                                    | 71–73                                 | Real Madrid                                                                | |  |  |
| 20:30                           | Parciales: 18–25, 15–18, 25–17, 13–13                                     | Parciales: 18–25, 15–18, 25–17, 13–13 | Parciales: 18–25, 15–18, 25–17, 13–13                                      | |  |  |
|                                 | Estadísticas John Shurna 19 Miquel Salvó 8 Ferrán Bassas 4 John Shurna 18 | Reporte Pts Reb Asts Val              | Estadísticas Edy Tavares 13 Edy Tavares8 Facundo Campazzo 5 Edy Tavares 20 | Pabellón: Gran Canaria Arena, Las Palmas Asistencia: 6,382 espectadores Árbitros: Carlos Peruga, Javier Torres, Vicente Martínez |  |  |
| Real Madrid gana las series 0–2 |                                                                           |                                       |                                                                            | |  |  |
|                                 |                                                                           |                                       |                                                                            | |  |  |

| 10 de diciembre de 2023 | Real Madrid | 97–71   | Dreamland Gran Canaria |                                 |  |
|                         |             |         |                        |                                 |  |
|                         |             | Reporte |                        | Pabellón: WiZink Center, Madrid |  |

| 28 de enero de 2024 | Dreamland Gran Canaria | 100–77  | Real Madrid |                                          |  |
|                     |                        |         |             |                                          |  |
|                     |                        | Reporte |             | Pabellón: Gran Canaria Arena, Las Palmas |  |

| 2000 | Real Madrid Teka | 3–0 | Canarias Telecom |                              |
|      |                  |     |                  |                              |
|      |                  |     |                  | Pabellón: 2000 Quarterfinals |

| 2015 | Real Madrid | 2–0 | Herbalife Gran Canaria |                              |
|      |             |     |                        |                              |
|      |             |     |                        | Pabellón: 2015 Quarterfinals |

| 2018 | Real Madrid | 3–0 | Herbalife Gran Canaria |                           |
|      |             |     |                        |                           |
|      |             |     |                        | Pabellón: 2018 Semifinals |

| 2021 | Real Madrid | 2–0 | Herbalife Gran Canaria |                              |
|      |             |     |                        |                              |
|      |             |     |                        | Pabellón: 2021 Quarterfinals |

| 2023 | Real Madrid | 2–0 | Dreamland Gran Canaria |                              |
|      |             |     |                        |                              |
|      |             |     |                        | Pabellón: 2023 Quarterfinals |

Éste es el sexto enfrentamiento de ambos equipos en playoffs, con el Real Madrid ganando todos los anteriores.

### BarçavLenovo Tenerife
| 19 de mayo de 2024          | Barça                                                                      | 96–86                                 | Lenovo Tenerife                                                          | |  |  |
| 12:30                       | Parciales: 28–16, 22–30, 22–26, 24–14                                      | Parciales: 28–16, 22–30, 22–26, 24–14 | Parciales: 28–16, 22–30, 22–26, 24–14                                    | |  |  |
|                             | Estadísticas Jabari Parker 23 Joel Parra 7 Ricky Rubio 10 Jabari Parker 26 | Reporte Pts Reb Asts Val              | Estadísticas Kyle Guy 34 Fran Guerra 9 Marcelinho Huertas 10 Kyle Guy 29 | Pabellón: Palau Blaugrana, Barcelona Asistencia: 6.033 espectadores Árbitros: Benjamín Jiménez, Luis Miguel Castillo, Yasmina Alcaraz |  |  |
| Barça lidera las series 1–0 |                                                                            |                                       |                                                                          | |  |  |
|                             |                                                                            |                                       |                                                                          | |  |  |

| 23 de mayo de 2024        | Lenovo Tenerife                                                                        | 92–97                                 | Barça                                                                                  | |  |  |
| 20:30                     | Parciales: 21-22, 25-22, 25-28, 21-25                                                  | Parciales: 21-22, 25-22, 25-28, 21-25 | Parciales: 21-22, 25-22, 25-28, 21-25                                                  | |  |  |
|                           | Estadísticas Bruno Fitipaldo 20 Tim Abromaitis 10 Bruno Fitipaldo 7 Bruno Fitipaldo 20 | Reporte Pts Reb Asts Val              | Estadísticas Tomáš Satoranský 24 Jan Veselý 5 Veselý, Jokubaitis 4 Tomáš Satoranský 28 | Pabellón: Santiago Martín, San Cristóbal de La Laguna Asistencia: 5.121 espectadores Árbitros: Antonio Conde, Alfonso Olivares, Cristóbal Sánchez |  |  |
| Barça gana las series 2-0 |                                                                                        |                                       |                                                                                        | |  |  |
|                           |                                                                                        |                                       |                                                                                        | |  |  |

| 12 de noviembre de 2023 | Barça | 94–83    | Lenovo Tenerife |                                      |  |
|                         |       |          |                 |                                      |  |
|                         |       | Boxscore |                 | Pabellón: Palau Blaugrana, Barcelona |  |

| 14 de enero de 2024 | Lenovo Tenerife | 80–83    | Barça |                                                       |  |
|                     |                 |          |       |                                                       |  |
|                     |                 | Boxscore |       | Pabellón: Santiago Martín, San Cristóbal de La Laguna |  |

| \| 2021 \| Barça \| 2–1 \| Lenovo Tenerife \| \| \| \| \| \| \| \| \| \| \| \| \| Pabellón: 2021 Semifinals \| |       |     |                 |                           |
| 2021 | Barça | 2–1 | Lenovo Tenerife |                           |
| |       |     |                 |                           |
| |       |     |                 | Pabellón: 2021 Semifinals |

Éste es el segundo enfrentamiento de ambos equipos en playoffs, con el Barça habiendo ganado el anterior.

### Valencia BasketvUCAM Murcia
| 18 de mayo de 2024                | Valencia Basket                                                                  | 86–96                                 | UCAM Murcia                                                                              | |  |  |
| 18:00                             | Parciales: 13–21, 25–27, 19–17, 29–31                                            | Parciales: 13–21, 25–27, 19–17, 29–31 | Parciales: 13–21, 25–27, 19–17, 29–31                                                    | |  |  |
|                                   | Estadísticas Brandon Davies 19 Brandon Davies 10 Chris Jones 8 Brandon Davies 24 | Reporte Pts Reb Asts Val              | Estadísticas Jonah Radebaugh 24 Moussa Diagne 11 Caupain, Sant-Roos 5 Jonah Radebaugh 30 | Pabellón: La Fonteta, Valencia Asistencia: 6,976 espectadores Árbitros: Óscar Perea, Sergio Manuel, Arnau Padrós |  |  |
| UCAM Murcia lidera las series 0–1 |                                                                                  |                                       |                                                                                          | |  |  |
|                                   |                                                                                  |                                       |                                                                                          | |  |  |

| 22 de mayo de 2024   | UCAM Murcia                                                                 | 72–83                                 | Valencia Basket                                                               | |  |  |
| 20:30                | Parciales: 14–23, 22–20, 22–18, 14–22                                       | Parciales: 14–23, 22–20, 22–18, 14–22 | Parciales: 14–23, 22–20, 22–18, 14–22                                         | |  |  |
|                      | Estadísticas Dustin Sleva 12 Dustin Sleva 8 Dylan Ennis 4 Radović, Sleva 12 | Reporte Pts Reb Asts Val              | Estadísticas Brandon Davies 17 Víctor Claver 6 Stefan Jović 9 Stefan Jović 24 | Pabellón: Palacio de Deportes, Murcia Asistencia: 7,007 espectadores Árbitros: Miguel Ángel Pérez Pérez, Jordi Aliaga, Joaquín García |  |  |
| Series empatadas 1–1 |                                                                             |                                       |                                                                               | |  |  |
|                      |                                                                             |                                       |                                                                               | |  |  |

| 25 de mayo de 2024              | Valencia Basket                                                                | 77–84                                 | UCAM Murcia                                                                      | |  |  |
| 20:45                           | Parciales: 27–26, 17–17, 19–18, 14–23                                          | Parciales: 27–26, 17–17, 19–18, 14–23 | Parciales: 27–26, 17–17, 19–18, 14–23                                            | |  |  |
|                                 | Estadísticas Brandon Davies 23 Semi Ojeleye 6 Stefan Jović 5 Brandon Davies 19 | Reporte Pts Reb Asts Val              | Estadísticas Jonah Radebaugh 20 Dustin Sleva 7 Dustin Sleva 5 Jonah Radebaugh 20 | Pabellón: La Fonteta, Valencia Asistencia: 7,582 espectadores Árbitros: Emilio Pérez Pizarro, Martín Caballero, Rafael Serrano |  |  |
| UCAM Murcia gana las series 1–2 |                                                                                |                                       |                                                                                  | |  |  |
|                                 |                                                                                |                                       |                                                                                  | |  |  |

| 10 de diciembre de 2023 | UCAM Murcia | 77–85   | Valencia Basket |                                       |  |
|                         |             |         |                 |                                       |  |
|                         |             | Reporte |                 | Pabellón: Palacio de Deportes, Murcia |  |

| 24 de marzo de 2024 | Valencia Basket | 83–82   | UCAM Murcia |                                |  |
|                     |                 |         |             |                                |  |
|                     |                 | Reporte |             | Pabellón: La Fonteta, Valencia |  |

Éste es el primer enfrentamiento en playoffs entre el Valencia Basket y UCAM Murcia.

## Semifinales

### UnicajavUCAM Murcia
| 28 de mayo de 2024                | Unicaja                                                     | 79–88                                 | UCAM Murcia                                              | |  |  |
| 20:30                             | Parciales: 21–24, 15–17, 27–26, 16–21                       | Parciales: 21–24, 15–17, 27–26, 16–21 | Parciales: 21–24, 15–17, 27–26, 16–21                    | |  |  |
|                                   | Estadísticas Ejim, Kalinoski 15 Osetkowski 7 Díaz 4 Ejim 22 | Reporte Pts Reb Asts Val              | Estadísticas Sleva 23 Morin 9 Hakanson 6 Ennis, Sleva 22 | Pabellón: Martín Carpena, Málaga Asistencia: 10,681 espectadores Árbitros: Miguel Ángel Pérez, Óscar Perea, Arnau Padrós |  |  |
| UCAM Murcia lidera las series 0-1 |                                                             |                                       |                                                          | |  |  |
|                                   |                                                             |                                       |                                                          | |  |  |

| 30 de mayo de 2024                | Unicaja                                           | 83–101                                | UCAM Murcia                                         | |  |  |
| 20:30                             | Parciales: 21-25, 24-19, 16-30, 22-27             | Parciales: 21-25, 24-19, 16-30, 22-27 | Parciales: 21-25, 24-19, 16-30, 22-27               | |  |  |
|                                   | Estadísticas Díaz 15 Sima 5 Díaz, Perry 4 Díaz 18 | Reporte Pts Reb Asts Val              | Estadísticas Kurucs 21 Sleva 7 Hakanson 6 Kurucs 27 | Pabellón: Martín Carpena, Málaga Asistencia: 10,681 espectadores Árbitros: Juan Carlos García González, Martín Caballero, Francisco Araña |  |  |
| UCAM Murcia lidera las series 0-2 |                                                   |                                       |                                                     | |  |  |
|                                   |                                                   |                                       |                                                     | |  |  |

| 1 de junio de 2024                | UCAM Murcia                                             | 66–74                               | Unicaja                                             | |  |  |
| 18:00                             | Parciales: 9-25, 15-14, 20-26, 22-9                     | Parciales: 9-25, 15-14, 20-26, 22-9 | Parciales: 9-25, 15-14, 20-26, 22-9                 | |  |  |
|                                   | Estadísticas Sleva 15 Morin 9 tres jugadores 2 Sleva 16 | Pts Reb Asts Val                    | Estadísticas Osetkowski 18 Sima 12 Taylor 4 Sima 21 | Pabellón: Palacio de Deportes, Murcia Asistencia: 7,500 espectadores Árbitros: Benjamín Jiménez, Rafael Serrano, Sergio Manuel |  |  |
| UCAM Murcia lidera las series 1-2 |                                                         |                                     |                                                     | |  |  |
|                                   |                                                         |                                     |                                                     | |  |  |

| 3 de junio de 2024       | UCAM Murcia                                               | 79–88                                 | Unicaja                                                       | |  |  |
| 20:30                    | Parciales: 18-31, 25-24, 20-17, 16-16                     | Parciales: 18-31, 25-24, 20-17, 16-16 | Parciales: 18-31, 25-24, 20-17, 16-16                         | |  |  |
|                          | Estadísticas Kurucs 26 Morin, Kurucs 7 Kurucs 4 Kurucs 32 | Pts Reb Asts Val                      | Estadísticas Osetkowski 22 Osetkowski 5 Perry 5 Osetkowski 28 | Pabellón: Palacio de Deportes, Murcia Asistencia: 7,500 espectadores Árbitros: Miguel Ángel Pérez Pérez, Martín Caballero Madrid, Arnau Padrós |  |  |
| Empate en las series 2-2 |                                                           |                                       |                                                               | |  |  |
|                          |                                                           |                                       |                                                               | |  |  |

| 5 de junio de 2024              | Unicaja                                                       | 70–79                                | UCAM Murcia                                                        | |  |  |
| 20:30                           | Parciales: 25–14, 7–17, 20–24, 18–24                          | Parciales: 25–14, 7–17, 20–24, 18–24 | Parciales: 25–14, 7–17, 20–24, 18–24                               | |  |  |
|                                 | Estadísticas Perry 14 Kalinoski 9 Díaz, Perry 4 Osetkowski 14 | Reporte Pts Reb Asts Val             | Estadísticas Ennis, Caupain 19 Sleva 7 cuatro jugadores 2 Ennis 23 | Pabellón: Martín Carpena, Málaga Asistencia: 10,681 espectadores Árbitros: Benjamín Jiménez, Óscar Perea, Carlos Cortés |  |  |
| UCAM Murcia gana las series 2–3 |                                                               |                                      |                                                                    | |  |  |
|                                 |                                                               |                                      |                                                                    | |  |  |

| 22 de diciembre de 2023 | UCAM Murcia | 65–88   | Unicaja |                                       |  |
|                         |             |         |         |                                       |  |
|                         |             | Reporte |         | Pabellón: Palacio de Deportes, Murcia |  |

| 5 de mayo de 2024 | Unicaja | 96–71   | UCAM Murcia |                                  |  |
|                   |         |         |             |                                  |  |
|                   |         | Reporte |             | Pabellón: Martín Carpena, Málaga |  |

Éste será el primer enfrentamiento en playoffs entre el Unicaja y el UCAM Murcia.

### Real MadridvBarça
| 29 de mayo de 2024                | Real Madrid                                                | 97–78                                 | Barça                                                     | |  |  |
| 20:30                             | Parciales: 24–14, 20–22, 28–26, 25–16                      | Parciales: 24–14, 20–22, 28–26, 25–16 | Parciales: 24–14, 20–22, 28–26, 25–16                     | |  |  |
|                                   | Estadísticas Campazzo 20 Tavares 15 Campazzo 10 Tavares 35 | Reporte Pts Reb Asts Val              | Estadísticas Laprovíttola 13 da Silva 7 Rubio 10 Rubio 22 | Pabellón: WiZink Center, Madrid Asistencia: 11,274 espectadores Árbitros: Carlos Peruga, Jordi Aliaga, Luis Miguel Castillo |  |  |
| Real Madrid lidera las series 1–0 |                                                            |                                       |                                                           | |  |  |
|                                   |                                                            |                                       |                                                           | |  |  |

|                                   | Real Madrid                                                | 104–98                   | Barça                                                      | |  |  |
|                                   | Parciales: 22–24, 22–16, 29–22, 31–36                      |                          |                                                            | |  |  |
|                                   | Estadísticas Llull, Musa 18 Tavares 9 Hezonja 6 Hezonja 23 | Reporte Pts Reb Asts Val | Estadísticas Veselý 24 Rubio 5 Satoranský 11 Satoranský 26 | Pabellón: WiZink Center, Madrid Asistencia: 12,025 espectadores Árbitros: Emilio Pérez Pizarro, Fernando Calatrava, Alberto Sánchez Sixto |  |  |
| Real Madrid lidera las series 2–0 |                                                            |                          |                                                            | |  |  |
|                                   |                                                            |                          |                                                            | |  |  |

| 2 de junio de 2024              | Barça                                                         | 92–95                                 | Real Madrid                                                     | |  |  |
| 18:30                           | Parciales: 20–28, 25–21, 31–23, 16–23                         | Parciales: 20–28, 25–21, 31–23, 16–23 | Parciales: 20–28, 25–21, 31–23, 16–23                           | |  |  |
|                                 | Estadísticas Parker 27 Hernangómez 8 Laprovíttola 9 Parker 26 | Reporte Pts Reb Asts Val              | Estadísticas Campazzo 21 Tavares, Yabusele 5 Musa 7 Campazzo 27 | Pabellón: Palau Blaugrana, Barcelona Asistencia: 7,066 espectadores Árbitros: Antonio Conde, Javier Torres, Alfonso Olivares |  |  |
| Real Madrid gana las series 0-3 |                                                               |                                       |                                                                 | |  |  |
|                                 |                                                               |                                       |                                                                 | |  |  |

| 1 de octubre de 2023 | Real Madrid | 86–79   | Barça |                                 |  |
|                      |             |         |       |                                 |  |
|                      |             | Reporte |       | Pabellón: WiZink Center, Madrid |  |

| 7 de abril de 2024 | Barça | 85–79   | Real Madrid |                                      |  |
|                    |       |         |             |                                      |  |
|                    |       | Reporte |             | Pabellón: Palau Blaugrana, Barcelona |  |

Éste es el vigésimo tercer enfrentamiento en playoffs entre ambos equipos, con 11 victorias para cada uno en los 22 primeros.
| 1984 | Real Madrid | 2–1 | FC Barcelona |                       |
|      |             |     |              |                       |
|      |             |     |              | Pabellón: 1984 Finals |

| 1986 | Real Madrid | 2–0 | FC Barcelona |                       |
|      |             |     |              |                       |
|      |             |     |              | Pabellón: 1986 Finals |

| 1987 | FC Barcelona | 3–1 | Real Madrid |                           |
|      |              |     |             |                           |
|      |              |     |             | Pabellón: 1987 Semifinals |

| 1988 | FC Barcelona | 3–2 | Real Madrid |                       |
|      |              |     |             |                       |
|      |              |     |             | Pabellón: 1988 Finals |

| 1989 | FC Barcelona | 3–2 | Real Madrid |                       |
|      |              |     |             |                       |
|      |              |     |             | Pabellón: 1989 Finals |

| 1992 | Real Madrid Asegurator | 2–0 | FC Barcelona |                              |
|      |                        |     |              |                              |
|      |                        |     |              | Pabellón: 1992 Quarterfinals |

| 1994 | Real Madrid Teka | 3–0 | FC Barcelona Banca Catalana |                       |
|      |                  |     |                             |                       |
|      |                  |     |                             | Pabellón: 1994 Finals |

| 1995 | FC Barcelona Banca Catalana | 3–2 | Real Madrid Teka |                           |
|      |                             |     |                  |                           |
|      |                             |     |                  | Pabellón: 1995 Semifinals |

| 1997 | Real Madrid Teka | 2–3 | FC Barcelona Banca Catalana |                       |
|      |                  |     |                             |                       |
|      |                  |     |                             | Pabellón: 1997 Finals |

| 2000 | FC Barcelona | 2–3 | Real Madrid Teka |                       |
|      |              |     |                  |                       |
|      |              |     |                  | Pabellón: 2000 Finals |

| 2001 | FC Barcelona | 3–0 | Real Madrid |                       |
|      |              |     |             |                       |
|      |              |     |             | Pabellón: 2001 Finals |

| 2006 | Winterthur FC Barcelona | 3–1 | Real Madrid |                              |
|      |                         |     |             |                              |
|      |                         |     |             | Pabellón: 2006 Quarterfinals |

| 2007 | Real Madrid | 3–1 | Winterthur FC Barcelona |                       |
|      |             |     |                         |                       |
|      |             |     |                         | Pabellón: 2007 Finals |

| 2012 | FC Barcelona Regal | 3–2 | Real Madrid |                       |
|      |                    |     |             |                       |
|      |                    |     |             | Pabellón: 2012 Finals |

| 2013 | Real Madrid | 3–2 | FC Barcelona Regal |                       |
|      |             |     |                    |                       |
|      |             |     |                    | Pabellón: 2013 Finals |

| 2014 | Real Madrid | 1–3 | FC Barcelona |                       |
|      |             |     |              |                       |
|      |             |     |              | Pabellón: 2014 Finals |

| 2015 | Real Madrid | 3–0 | FC Barcelona |                       |
|      |             |     |              |                       |
|      |             |     |              | Pabellón: 2015 Finals |

| 2016 | FC Barcelona Lassa | 1–3 | Real Madrid |                       |
|      |                    |     |             |                       |
|      |                    |     |             | Pabellón: 2016 Finals |

| 2019 | Real Madrid | 3–1 | Barça Lassa |                       |
|      |             |     |             |                       |
|      |             |     |             | Pabellón: 2019 Finals |

| 2021 | Real Madrid | 0–2 | Barça |                       |
|      |             |     |       |                       |
|      |             |     |       | Pabellón: 2021 Finals |

| 2022 | Barça | 1–3 | Real Madrid |                       |
|      |       |     |             |                       |
|      |       |     |             | Pabellón: 2022 Finals |

| 2023 | Barça | 3–0 | Real Madrid |                       |
|      |       |     |             |                       |
|      |       |     |             | Pabellón: 2023 Finals |

## Final
| 8 de junio de 2024              | Real Madrid                                       | 84–76                                 | UCAM Murcia                                                     | |  |  |
| 20:30                           | Parciales: 18-13, 19-20, 27-15, 20-28             | Parciales: 18-13, 19-20, 27-15, 20-28 | Parciales: 18-13, 19-20, 27-15, 20-28                           | |  |  |
|                                 | Estadísticas Musa 16 Tavares 9 Campazzo 7 Musa 20 | Reporte Pts Reb Asts Val              | Estadísticas Caupain 16 Saint-Roos 8 Saint-Roos 4 Saint-Roos 22 | Pabellón: WiZink Center, Madrid Asistencia: 11.134 espectadores Árbitros: Carlos Peruga, Rafael Serrano, Arnau Padrós |  |  |
| Real Madrid Lidera la serie 1-0 |                                                   |                                       |                                                                 | |  |  |
|                                 |                                                   |                                       |                                                                 | |  |  |

| 10 de junio de 2024             | Real Madrid                                                  | 79–63                                 | UCAM Murcia                                       | |  |  |
| 20:30                           | Parciales: 18-15, 22-15, 17-22, 22-11                        | Parciales: 18-15, 22-15, 17-22, 22-11 | Parciales: 18-15, 22-15, 17-22, 22-11             | |  |  |
|                                 | Estadísticas Fernández 14 Tavares 12 Campazzo 5 Fernández 20 | Reporte Pts Reb Asts Val              | Estadísticas Sleva 13 Morin 8 Caupain 3 Kurucs 11 | Pabellón: WiZink Center, Madrid Asistencia: 11,377 espectadores Árbitros: Antonio Conde, Fernando Calatrava, Sergio Manuel |  |  |
| Real Madrid Lidera la serie 2-0 |                                                              |                                       |                                                   | |  |  |
|                                 |                                                              |                                       |                                                   | |  |  |

| 12 de junio de 2024           | UCAM Murcia                                                             | 73–84                                 | Real Madrid                                            | |  |  |
| 20:30                         | Parciales: 19-17, 21-15, 16-34, 17-18                                   | Parciales: 19-17, 21-15, 16-34, 17-18 | Parciales: 19-17, 21-15, 16-34, 17-18                  | |  |  |
|                               | Estadísticas Ennis 18 Sant-Roos, Ennis 5 Håkanson, Sant-Roos 3 Ennis 17 | Reporte Pts Reb Asts Val              | Estadísticas Musa 18 Campazzo 7 Campazzo 6 Campazzo 28 | Pabellón: Palacio de Deportes, Murcia Asistencia: 7,500 espectadores Árbitros: Emilio Pérez Pizarro, Óscar Perea, Alfonso Olivares |  |  |
| Real Madrid gana la serie 3-0 |                                                                         |                                       |                                                        | |  |  |
|                               |                                                                         |                                       |                                                        | |  |  |

| 15 de octubre de 2023 | Real Madrid | 106–92  | UCAM Murcia |                                 |  |
|                       |             |         |             |                                 |  |
|                       |             | Reporte |             | Pabellón: WiZink Center, Madrid |  |

| 14 de enero de 2024 | UCAM Murcia | 73–61   | Real Madrid |                                       |  |
|                     |             |         |             |                                       |  |
|                     |             | Reporte |             | Pabellón: Palacio de Deportes, Murcia |  |

Esta es la segunda vez que se enfrentan en playoffs ambos equipos, con el Real Madrid ganando el primero de ellos.
| \| 2016 \| Real Madrid \| 2–1 \| UCAM Murcia \| \| \| \| \| \| \| \| \| \| \| \| \| Pabellón: 2016 Quarterfinals \| |             |     |             |                              |
| 2016 | Real Madrid | 2–1 | UCAM Murcia |                              |
| |             |     |             |                              |
| |             |     |             | Pabellón: 2016 Quarterfinals |